# Bestattungsplatz für die Leichen aus dem Anatomischen Theater Berlin
Der Bestattungsplatz für die Leichen aus dem Anatomischen Theater Berlin war ein Friedhof im Berliner Stadtteil Mitte nahe dem heutigen Potsdamer Platz, der von 1716 bis 1753 genutzt wurde.
Das Grundstück, auf dem der Bestattungsplatz angelegt wurde, war bis 1716 Eigentum der Kirche in Lietzow, die es von Friedrich Wilhelm I., dem Großen Kurfürsten, zur Verfügung gestellt bekam. Es lag am ehemaligen Tiergartenweg, der heutigen Bellevuestraße außerhalb der damaligen Stadtmauer.
Nach 1716 wurde das Gelände dem Anatomischen Theater zur Verfügung gestellt und als Bestattungsort für die Leichen benutzt. Die Leichen waren meist die von den Gerichten zum Tod durch den Strang verurteilten Hingerichteten, die kurz nach der Hinrichtung für die Wissenschaft seziert wurden. Ebenfalls unter den Bestatteten waren Mitglieder königlicher Familien, Adelige sowie die sterblichen Überreste von Heiligen.
Diese Nutzung erfolgte bis 1753, danach wurde der Friedhof aufgelassen und diente noch später als Schulgarten der Königlichen Realschule unter Johann Julius Hecker. Später stand auf dem Grundstück zum Teil das Columbushaus, welches in der Nacht des Volksaufstandes des 17. Juni schwer beschädigt wurde und 1961 anlässlich des Baus der Berliner Mauer abgerissen wurde.